# Хапхальский заказник
Хапха́льский зака́зник (укр. Хапхальський заказник, крымскотат. Haphal muvaqqat qoruğı, Хапхал мувакъкъат къоругъы) — гидрологический заказник республиканского значения, расположенный в Крымских горах на территории Алуштинского горсовета (Крым). Площадь — 250 га. Землепользователь — Алуштинский ГЛХ (государственное лесное хозяйство).

## История
Заказник основан 28 октября 1974 года Постановлением Совета Министров УССР от 28.10.74 г. № 500.

## Описание
Расположен в ущелье Хапхал — западнее села Генеральское — на территории Солнечногорского лесничества кварталы 9-11. Именно в ущелье Хапхал река Улу-Узень Восточный образует каскад порогов и водопад Джур-Джур высотой 15 метров.

Ближайший населённый пункт — Генеральское, город — Алушта.

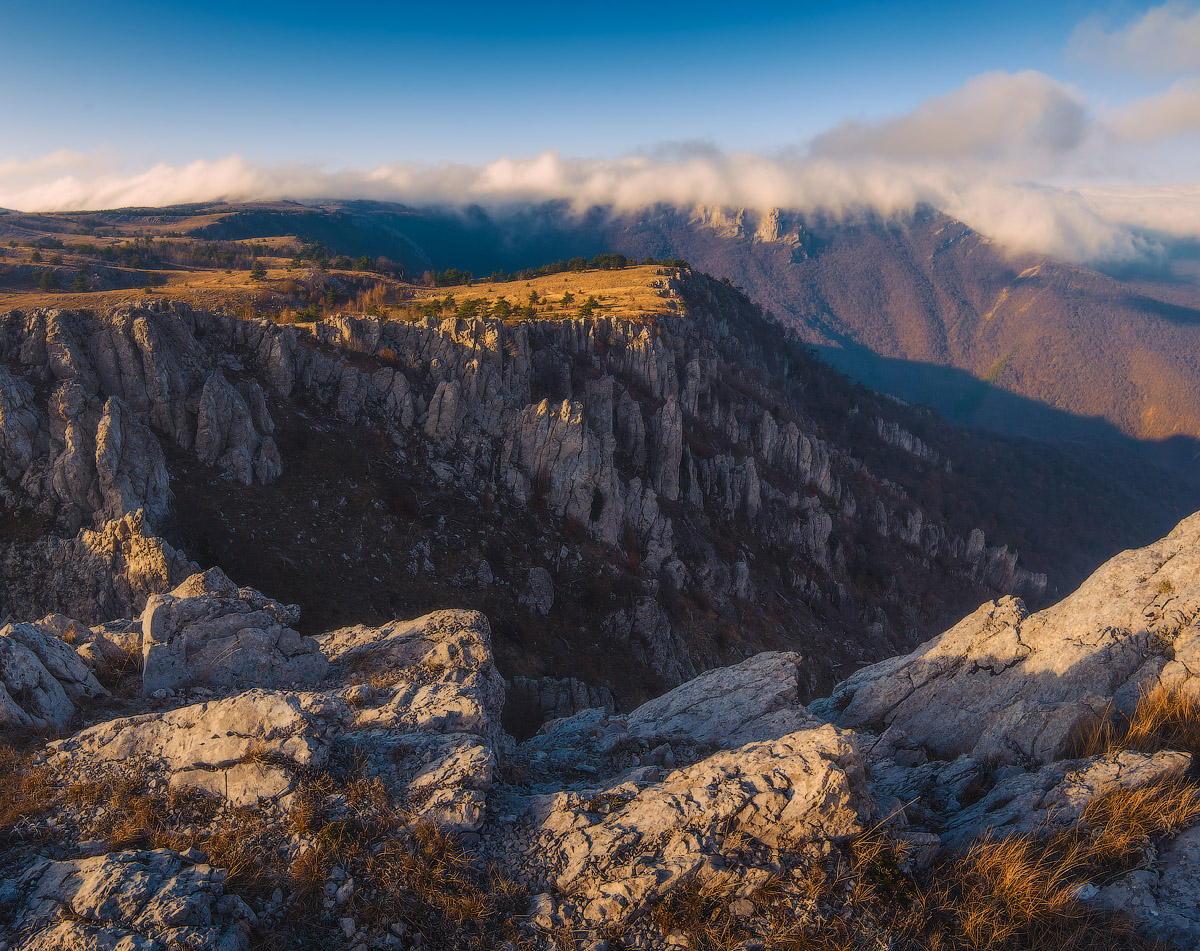
Вид на  Хапхал с юга
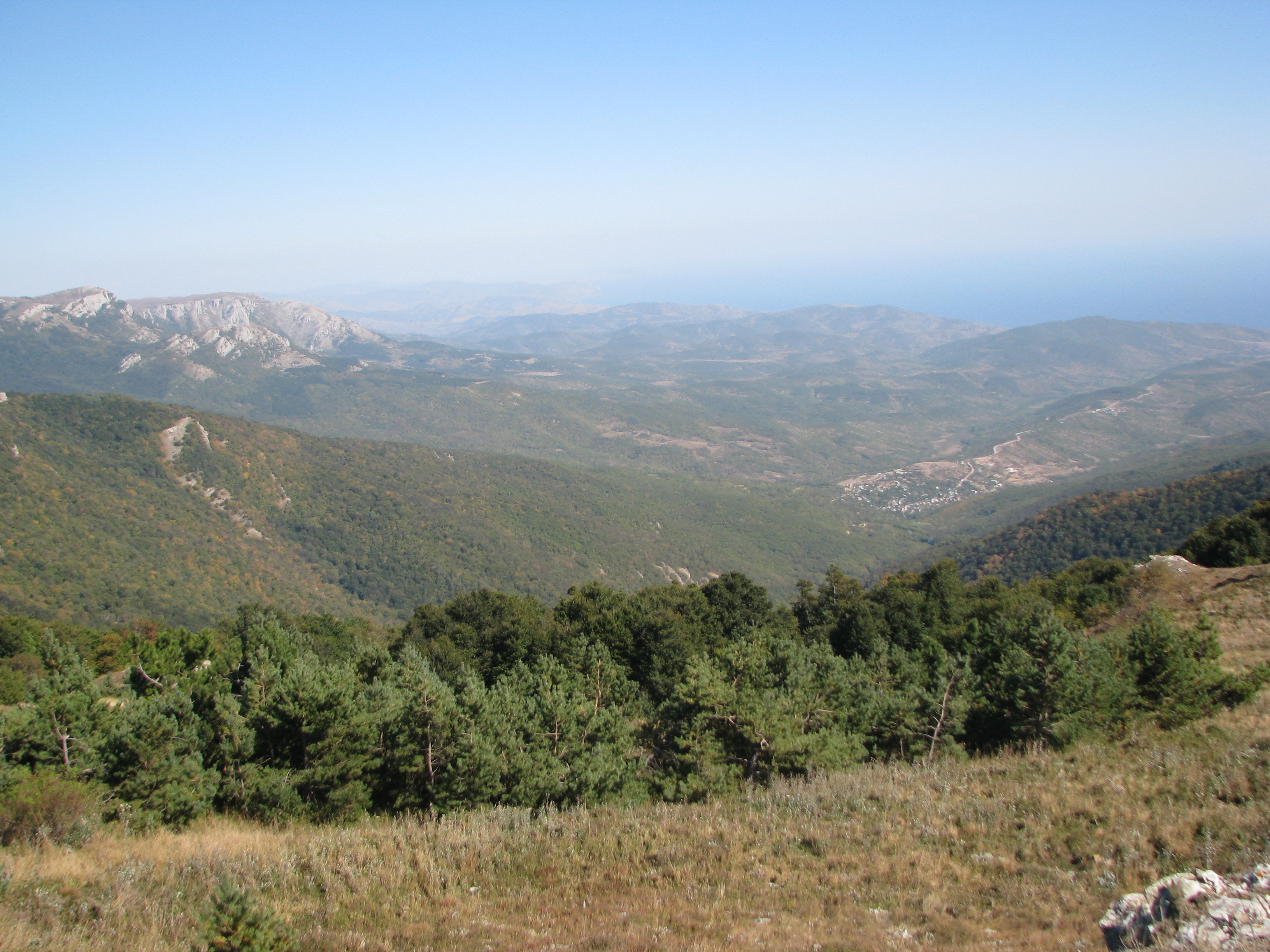
Хапхальский заказник с перевала Курлюк-Баш-Богаз (Кара-Оба)
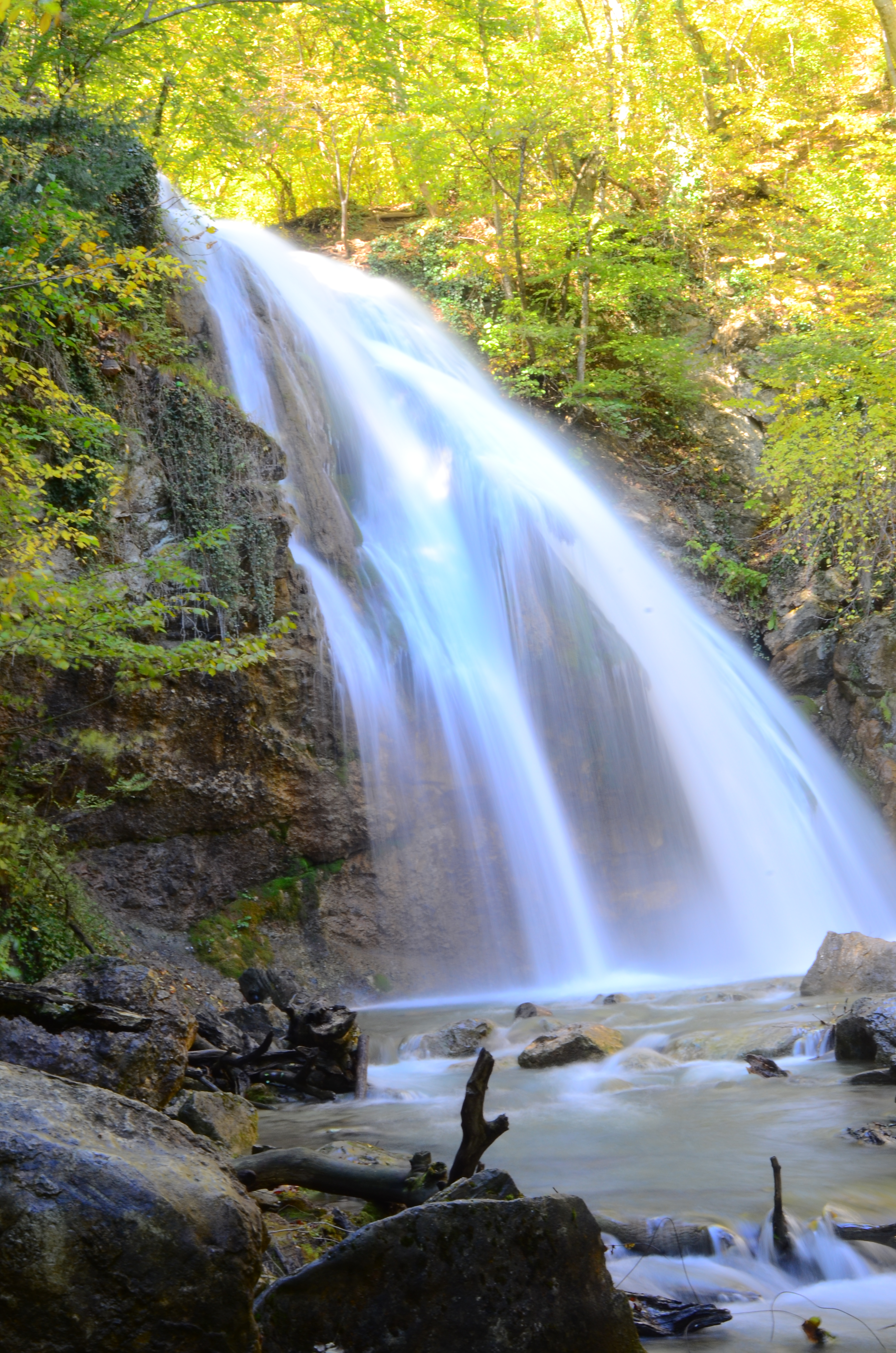
Водопад Джур-джур
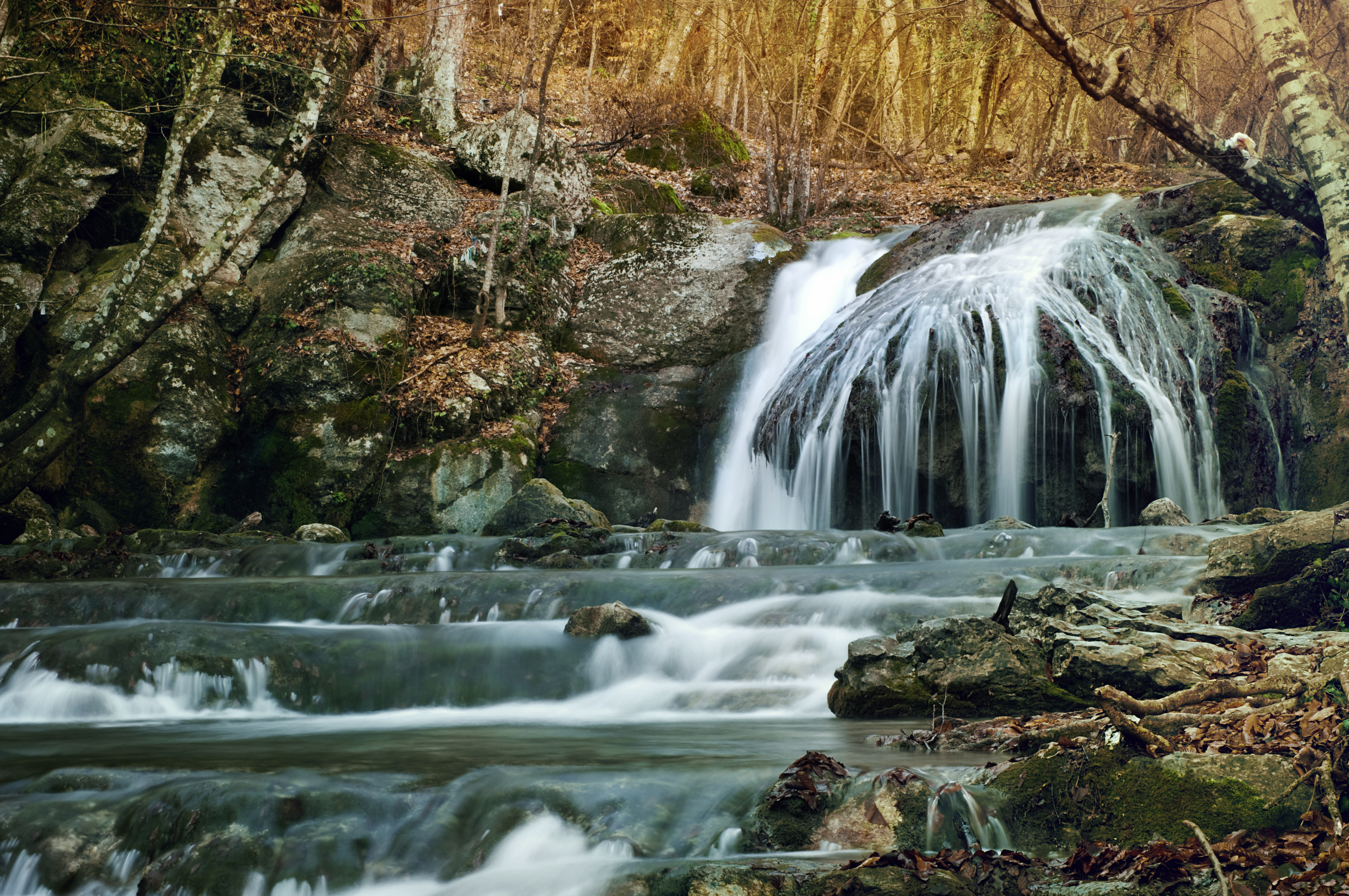
Водопад Медуза
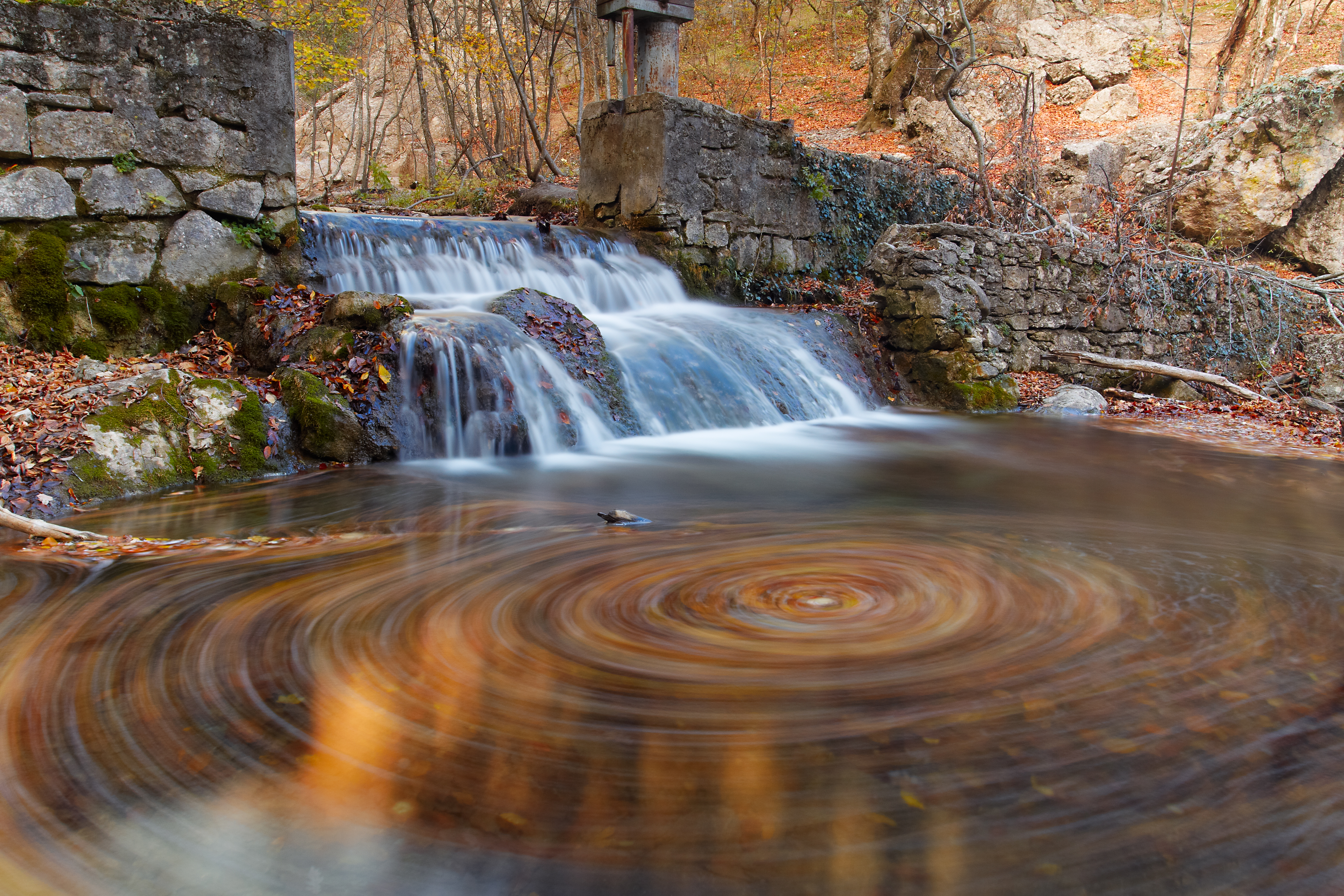
Водозабор на реке Улу-Узень

## Природа
Лес ущелья Хапхал представлен такими породами деревьев граб, бук, а также дуб, липа, рябина, лещина и кизил, есть участки двухвекового леса, где растут дуб скальный (Quércus pétraea) и сосна крымская (Pinus nigra subsp. pallasiana).